# 短距起飛與垂直降落機

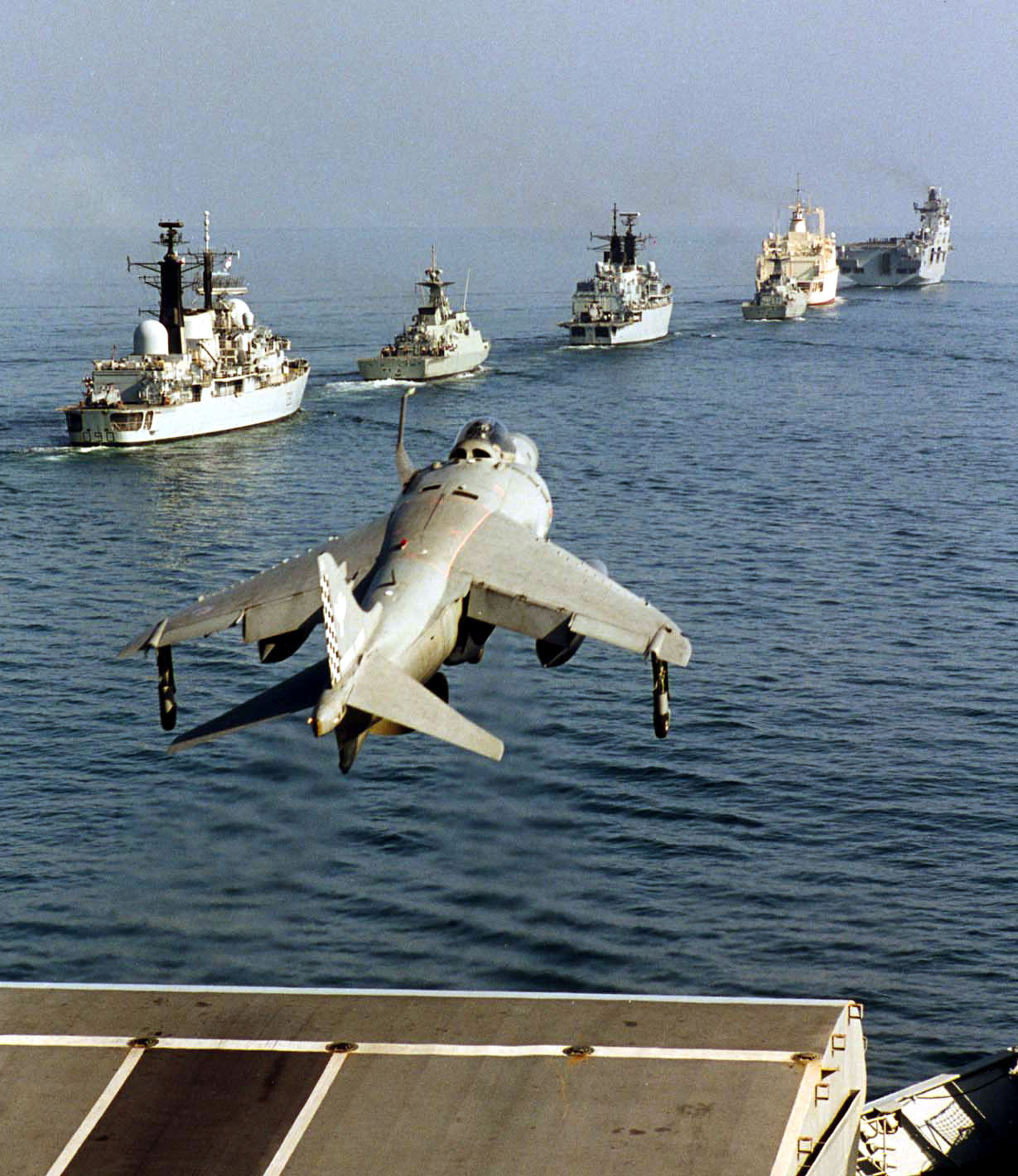
2001 年，一艘海獵鷹从光輝號的甲板上起飛

短距起飛與垂直降落機（短距起降）（ STOVL ）是能夠完成短距離起飛（如果載荷低甚至能垂直起飛）與垂直降落（即不須使用跑道）的固定翼飛機。北约自1991年起對此的正式定义是：
一架STOVL飛機是能夠在開始起飛後的450公尺內達到15公尺高的高度，並且能垂直降落的固定翼飛機。
在航空母艦上，固定翼飛機的短距起飛在沒有彈射器（Catapult）輔助下是透過推力向量達成的，推力向量在滑跳起飛甲板上也能起到輔助作用。目前，世界上有14艘能進行短距起降的航空母艦（美國擁有9艘，英國與義大利各擁有2艘，而西班牙有1艘）。能夠進行短距起降的航空母艦比起進行垂直起降的航空母艦通常能裝載更多艦載機，同時仍然具有不需要長跑道的優勢。最著名的例子包括霍克西德利鷂式戰鬥機與海獵鷹。儘管垂直起降機因為起飛前裝載的燃料與武裝所加上的額外重量，使其操作上必須以短距起降的方式起飛。在F-35B閃電II式上即是如此，在測試飛行中雖展現了垂直起降的能力，但一般操作上以短距起降為主。
1. ↑   (PDF). （原始内容 (PDF)存档于24 June 2003）.